# Памятник преданности
Памятник преданности — памятник в Тольятти в виде пса, терпеливо ждущего своих хозяев.

## История пса
Летом 1995 года в Автозаводском районе, на обочине Южного шоссе, одной из самых оживлённых улиц Тольятти, появился пёс, немецкая овчарка. Он постоянно находился неподалёку от одного и того же места, где его ежедневно видели тысячи горожан. Жители соседних домов его подкармливали, периодически пытались его приручить, строили ему конуру, но он неизменно оказывался на обочине дороги, наблюдая за машинами. Не было известно даже его клички. Поэтому в народе стали звать его «Верным» или «Константином» (в переводе с латыни — «постоянный»).
Так продолжалось 7 лет. Пёс неизменно находился на своём привычном для всех месте, невзирая на погоду и время года. В 2002 году собака умерла.

## Легенда
Самая распространённая версия, которой придерживается большинство горожан, гласит, что пёс оказался единственным выжившим в автомобильной аварии.
Более романтическая же состоит в том, что хозяева пса — молодожёны, возвращавшиеся из свадебного путешествия. Молодая жена умерла ещё до приезда врачей. Спустя несколько часов в реанимации умер и мужчина. А собака так и осталась ждать его на том месте, где в последний раз видела живым. Она ждала, что хозяин придёт. Пёс охранял последнее пристанище своего хозяина. И каждый день бросался на вишнёвые «девятки»: «Хозяин вернулся!». Достоверность легенды установить невозможно. Также существуют и не столь возвышенные и романтические версии причин поведения собаки.

## Памятник
Идея подобной скульптуры была предложена ученицей 8 класса гимназии № 39 Комсомольского района Ксенией Налётовой ещё в 2000 году, когда музей историко-культурного наследия г. Тольятти объявил конкурс о новых памятниках в городе. Ксения предложила макет памятника собаке. Свой памятник конкурсантка назвала «Памятник верности»: «На постаменте изображена собака, вокруг собаки лента, символизирующая дорогу. На конце ленты — звезда — Душа хозяина. Взор собаки обращен на звезду». Фотография этого макета была напечатана в газете «Площадь свободы».

Голова собаки

После смерти собаки у дороги поставили щит с надписью: «Псу, научившему нас любви и преданности». Плакат сдувало ветром, он подвергался нападениям вандалов. Тольяттинская общественность выступила с инициативой поставить Верному настоящий памятник. Создавался памятник на собранные горожанами средства. В устроенном конкурсе победил проект ульяновского скульптора Олега Клюева. Скульптор соорудил памятник таким образом, что проезжающим по дороге водителям кажется, что собака поворачивает голову вслед за движущимися автомобилями, как будто все ещё надеясь увидеть своих погибших хозяев.
Памятник открыт 1 июня 2003 года на пересечении Южного шоссе и улицы Льва Яшина. Воплотили идею в жизнь члены Ротари клуба Тольятти в 2003 году, о чём есть скромная табличка в самом низу памятника 
Бронзовая скульптура стала первым неполитическим памятником Тольятти. Сегодня она является местом непременного посещения молодожёнами.